# C.F. Carlman

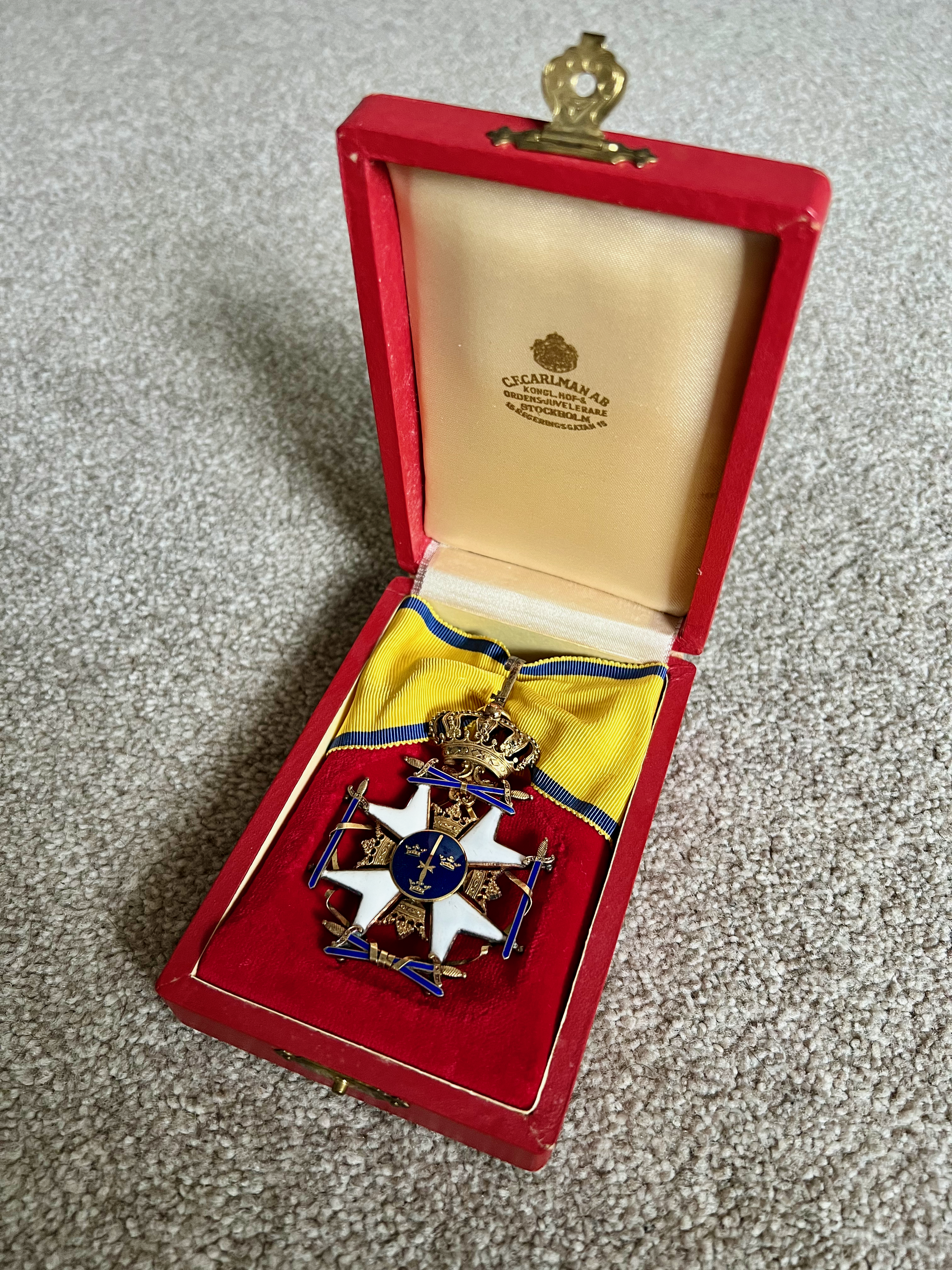
Svärdsordens kommendörstecken tillverkat av C.F. Carlman.

Hovjuvelerare C.F. Carlman AB var en svensk juvelerarfirma grundad 1855 av Carl Fredrik Carlman (1831–1889). Från 1875 var firman ensam tillverkare av ordenstecken till de svenska kungliga ordnarna.
Efter Carl Fredriks död drevs företaget vidare av sonen Ryno Carlman (1859–1928), sonsonen Sven Carlman (1901–1963) samt dennes son Rolf Carlman (1932–2019) till och med 1993.
C.F. Carlman hade lokaler på Regeringsgatan 15.